# Weichelt Károly
Weichelt Károly (Nagyvárad, 1906. március 2. – 1971. július 4.) magyar nemzetiségű román válogatott labdarúgókapus.
A román válogatott tagjaként részt vett az 1934-es világbajnokságon.